# 열수 광상
열수 광상은 열수의 작용으로 이뤄진 광상이다. 수증기와 휘발성 성분이 암석중의 틈을 따라 이동하는 동안 온도가 374°C이하로 떨어지면, 수증기는 여러 가지 성분을 포함한 열수로 변한다. 이 열수용액이 틈속을 지나가며 틈을 넣거나, 온도가 더 낮아지면 그 틈 속에 여러 가지 광물을 침전시킨다. 광상의 생성 온도에 따라, 심열수, 중열수, 천열수, 최천열수, 제노서멀 로 구분하며, 주로 금, 은, 납, 아연, 구리, 안티모니등 이 산출된다.

## 같이 보기
- 열수분출공
- 광업